# Netwerkbridge
Een netwerkbridge verbindt verschillende netwerksegmenten op de datalinklaag (laag 2) van het OSI-model. Een bridge is intelligent in die zin dat inkomende frames geanalyseerd worden en naargelang de bestemming doorgelaten of gedropt worden, dit in tegenstelling tot bijvoorbeeld een hub die alle frames doorlaat. Een switch is een geavanceerde en uitgebreide vorm van een bridge.

## Eigenschappen van een bridge
- Werkt op de data link laag (laag 2) van het OSI-model
- Binnenkomende frames worden geanalyseerd en doorgelaten of tegengehouden aan de hand van specifieke adresinformatie
- Frames kunnen gebufferd worden
- Bevat een MAC-adrestabel zodat adressen van zenders en ontvangers onthouden worden

## Werking van een bridge
- Aanvankelijk is de MAC-adrestabel leeg, het frame dat binnenkomt wordt doorgestuurd via alle poorten uitgezonderd de binnenkomende (flooding). De bestemmeling stuurt een frame terug met als boodschap: "Dat MAC-adres, dat ben ik.". De bridge verbindt dan dat bepaalde MAC-adres aan die bepaalde poort zodat het volgende frame dat voor deze pc is bedoeld niet meer over alle poorten wordt uitgestuurd. Uitzonderingen hierop zijn broadcast (netwerk) en multicast.

## Voordelen van een bridge
- Potentiële netwerkproblemen worden tot specifieke segmenten gelimiteerd
- Netwerkverkeer wordt verminderd door filtering van frames tussen segmenten, dit zorgt voor meer en kleinere collision domains
- Een LAN (Local Area Network) kan worden uitgebreid om langere afstanden te overbruggen
- Een bridge noch de clients (pc's) vereisen configuratie aangezien een bridge niet met ip-adressen maar met MAC-adressen werkt

## Nadelen van een bridge
- Broadcasts worden niet gelimiteerd maar gewoon doorgelaten
- Buffering kan leiden tot store-and-forward vertragingen
- Aangezien frames gefilterd worden zijn bridges trager dan bijvoorbeeld repeaters